# Двадесет и четвърта пехотна дивизия
Двадесет и четвърта пехотна дивизия е българска военна част, формирана и действала по време на Втората световна война (1941 – 1945).

## История
Двадесет и четвърта пехотна дивизия е формирана на 11 март 1943 г. и влиза в състава на Първи български окупационен корпус. Щабът на дивизията е в град Ужице, а в състава ѝ влизат 61-ви и 64-ти пехотен полк.
Дислокацията на тази българска бойна единица е изключение от другите. Дивизията е дислоцирана по стратегически съображения в Ужице, който е предходен център на т.нар. Ужичка република. Подразделенията и съставът ѝ участват активно в т.нар. пета офанзива срещу Титовите партизани и шеста офанзива срещу Титовите партизани, т.к. югославската войска в отечеството изневерява на колаборационизма си със силите на Оста, предвид развитието на военните действия по фронтовете през 1943 г.
На 31 март 1943 г. за командир на дивизията е назначен командирът на 12-и пехотен балкански полк полковник Никола Грозданов, който е на този пост до 26 август, когато е назначен за командир на 7-а пехотна рилска дивизия. От 6 декември 1943 г. командването поема командирът на 35-и пехотен врачански полк полковник Симеон Симов. На 4 септември 1944 година генерал-майор Симов е задържан от германската войска и въдворен в лагера Офлаг-8.
Дивизията е разформирана през октомври 1944 г.

## Началници
Званията са към датата на заемане на длъжността.
| №  | звание    | име              | дати                                |
| -- | --------- | ---------------- | ----------------------------------- |
| 1. | Полковник | Никола Грозданов | 31 март 1943 – 26 август 1943       |
| 2. | Полковник | Симеон Симов     | 6 декември 1943 – 13 септември 1944 |
| 3. | Полковник | Кирил Киселички  | 1944 – 1945?                        |